# Sagowiec

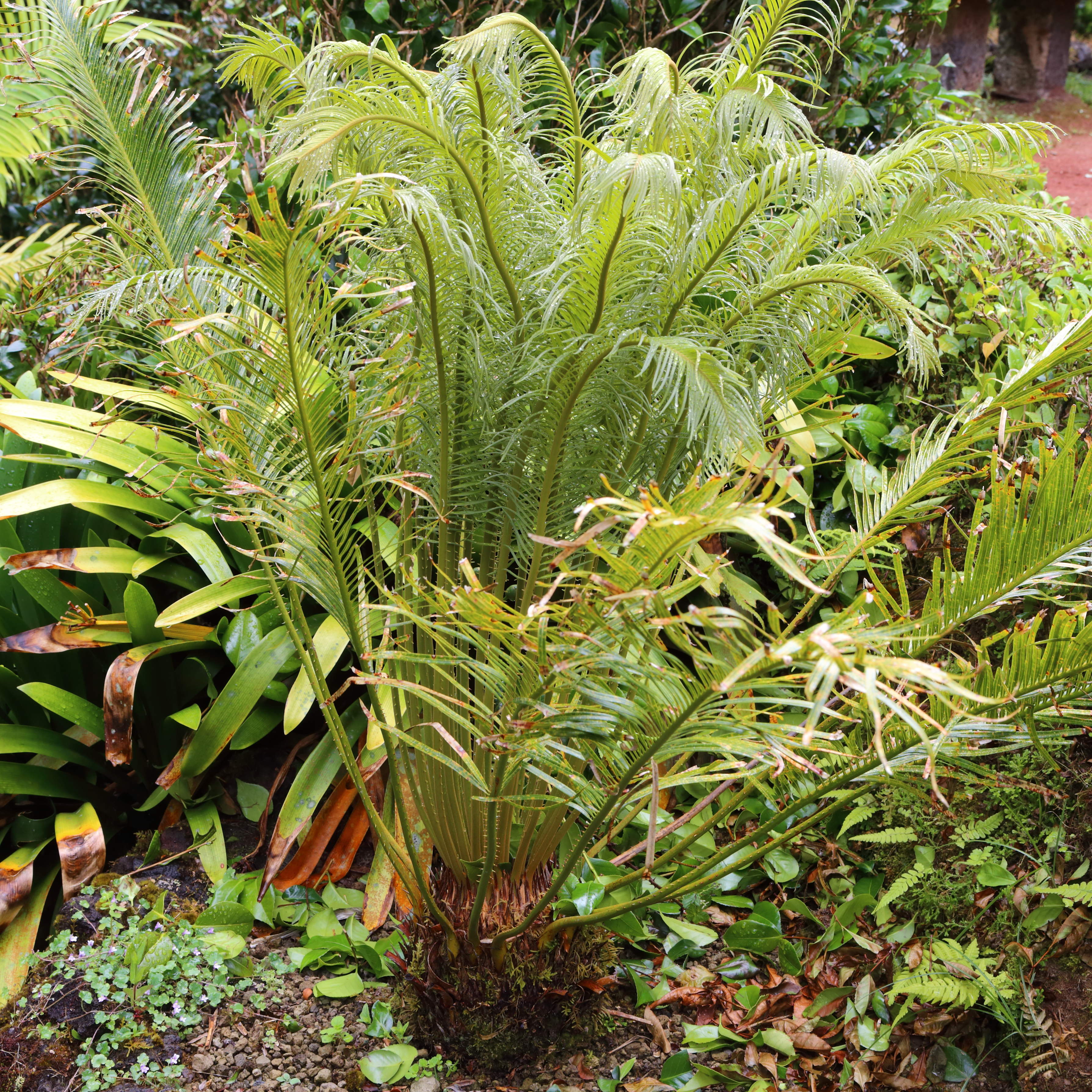
Cycas angulata

Sagowiec, cycas (Cycadaceae Pers.) – rodzaj roślin z monotypowej rodziny sagowcowych Cycadaceae. W obrębie rodzaju wyróżnianych jest ok. 100–110 gatunków, wliczając w to czasem wyodrębniany rodzaj Epicycas. Nazwa rodzajowa Cycas pochodzi od greckiego słowa Koikas oznaczającego „rodzaj palmy”, ze względu na fizyczne podobieństwo sagowców do palm, mimo braku bliskiego pokrewieństwa.
Pierwsi przedstawiciele sagowcowych wyewoluowali prawdopodobnie z paproci nasiennych 290–265 milionów lat temu. Linie rozwojowe sagowcowatych i zamiowatych rozejść się miały ok. 250 milionów lat temu, choć opublikowano też analizy, z których wynika, że rodziny rozdzieliły się przed ok. 92 milionami lat. W każdym razie rodzaj Cycas stanowi klad bazalny rzędu sagowców, tj. obejmuje prostą linię rozwojową trwającą od początków różnicowania się współczesnych sagowców. Badania molekularne sugerują jednak, że współcześni przedstawiciele rodzaju są stosunkowo młodą radiacją, powstałą w późnym miocenie, prawdopodobnie niewiele dawniej niż 12 mln lat temu. Po mającej wówczas miejsce globalnej redywersyfikacji sagowców nastąpiło trwające do dziś spowolnienie ich różnicowania. Wiele gatunków jest rzadkich w naturze i zagrożonych. Są długowieczne, ale rosną wolno.
Wnętrze pnia bogate w skrobię u niektórych gatunków bywa spożywane, aczkolwiek ze względu na współwystępujące toksyny wymaga specjalnej obróbki. Jadalne są także nasiona. Niektóre sagowce, zwłaszcza sagowiec odwinięty, są uprawiane jako rośliny ozdobne.

## Rozmieszczenie geograficzne

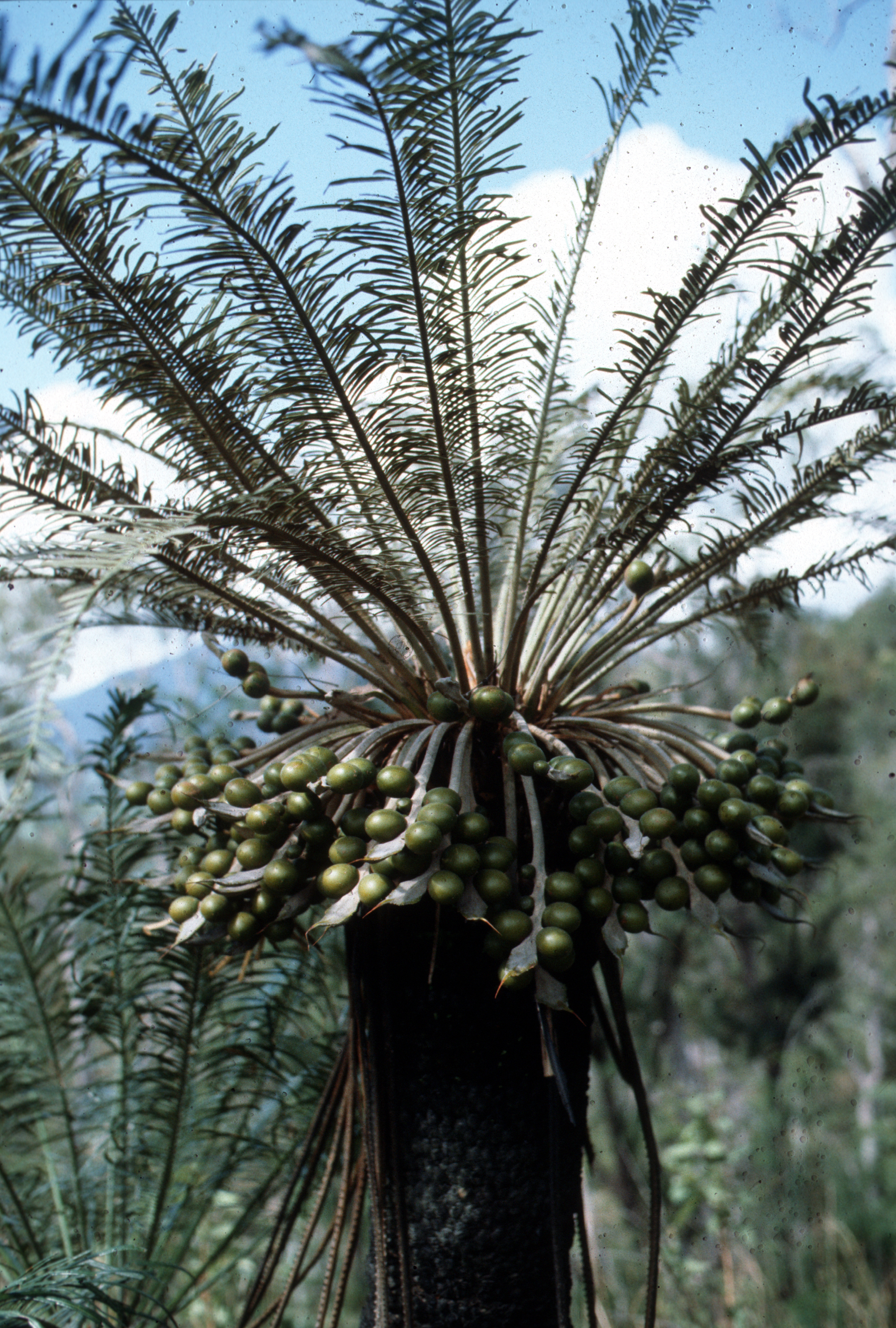
Cycas media – makrosporofile z nasionami

Centrum występowania sagowców obejmuje tereny południowo-wschodniej Azji. Poza tym gatunki tego rodzaju spotykane są na niewielkich obszarach w Afryce wschodniej, na Madagaskarze, w południowej części Półwyspu Indyjskiego, na północy Australii i na wyspach Pacyfiku po Nową Kaledonię.

## Morfologia
PokrójPrzypominające palmy rośliny z podziemnym lub nadziemnym pniem okrytym trwałymi nasadami liści. Młode części roślin pokryte są włoskami. Stare okazy osiągają do 10 m wysokości.
LiścieSkupione w pióropusz na szczycie pędu, pierzasto złożone. Oś liści jest prosta lub nieco odgięta, za młodu nie zwija się pastorałowato jak podobne liście u paproci (chociaż poszczególne listki zwinięte są za młodu jak sprężyny ku osi liścia). Listki mają pojedynczą, grubą i nierozgałęzioną żyłkę centralną. W sumie listków bywa do ok. 100 i wszystkie są sztywne, przy czym dolne zwykle zredukowane są do cierni.
Organy zarodnionośneŻeńskie liście zarodnionośne (makrosporofile) przypominają liście płonne swą podzieloną blaszką u szczytu, przy czym jednak ich powierzchnia jest zredukowana i pozbawione są chlorofili (nie pełnią funkcji asymilacyjnej). Wyrastają skrętolegle na osi pędu i po przekwitnieniu odpadają osobno, po czym pęd rośnie dalej (pędy tworzące mikrostrobil u cykasów i wszystkie inne sagowcowe po wytworzeniu strobili kończą wzrost). Na ich blaszce rozwijają się dwa lub więcej (do 8) zalążków. Nasiona osiągają do 7 cm długości. Sporofile męskie tworzą szyszkowaty mikrostrobil, z gęsto ułożonymi mikrosporofilami, osiągający do 80 cm wysokości.
NasionaSkładają się z zarodka i dwóch liścieni zamkniętych w twardej łupinie nasiennej tworzonej przez wewnętrzną osłonkę i mięsistą warstwę zewnętrzną powstającą z osłonki zewnętrznej. Nasiona nie mają charakteru przetrwalnikowego i kiełkują po dojrzeniu i opadnięciu z rośliny macierzystej.

## Systematyka
Pozycja systematyczna

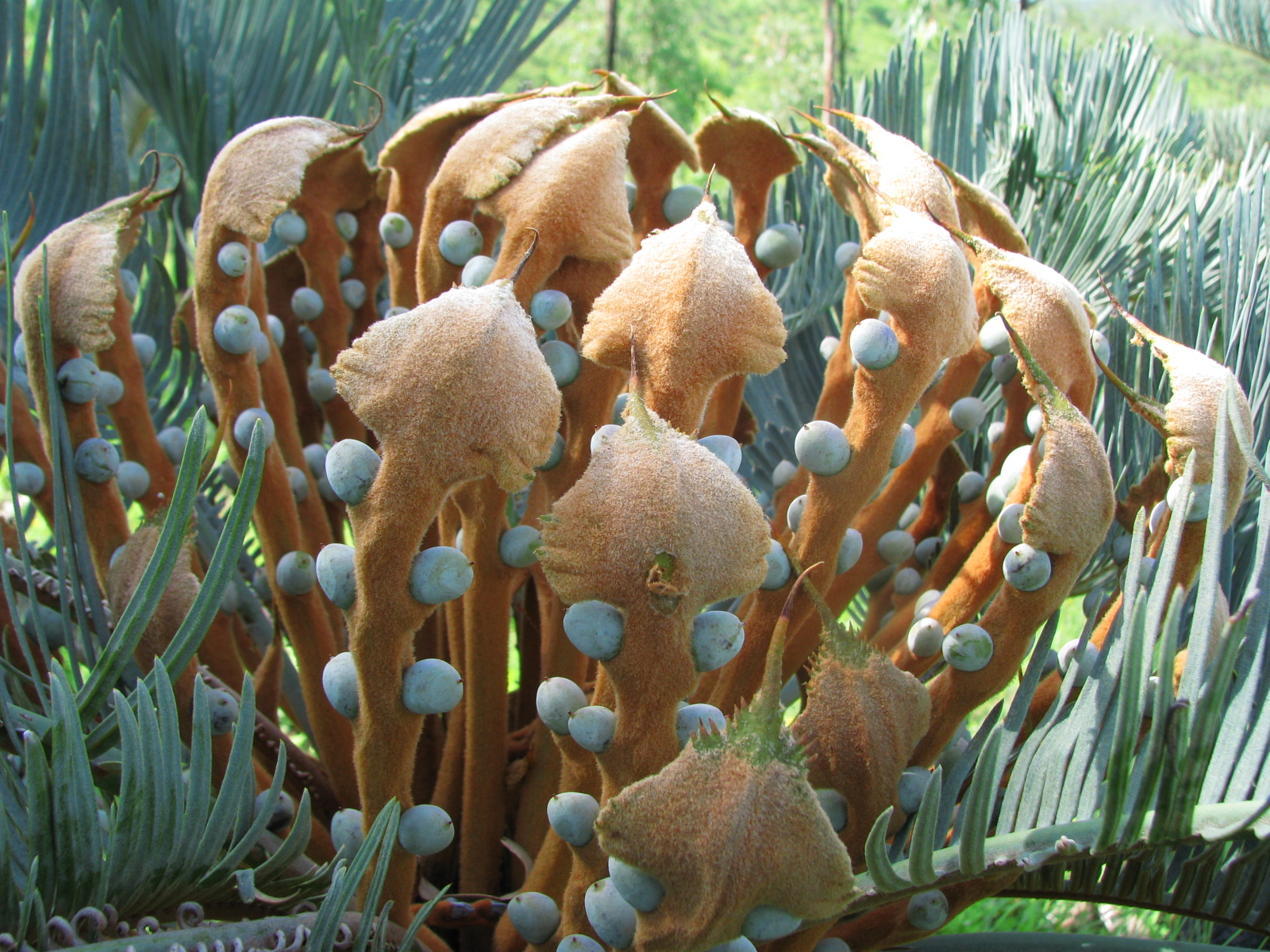
Cycas platyphylla – makrosporofile z nasionami

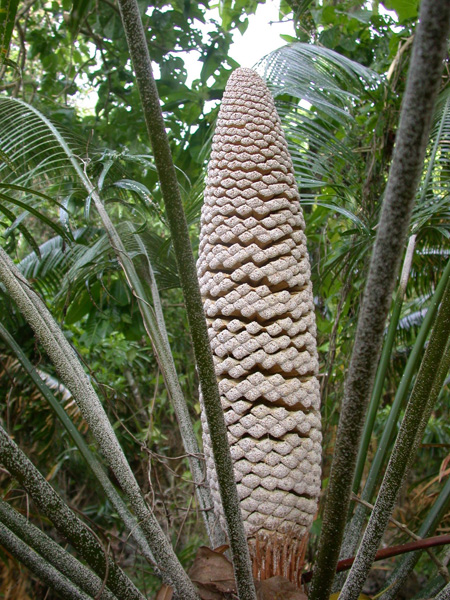
Szyszka męska Cycas micronesica

Rodzaj sagowiec Cycas jest jedynym współczesnym przedstawicielem rodziny sagowcowatych Cycadaceae Persoon Syn. Pl. 2: 630. Sep 1807, będącej siostrzaną względem rodziny zamiowatych Zamiaceae  w obrębie rzędu sagowców Cycadales – jedynego wyróżnianego zwykle w obrębie klasy sagowcowych Cycadopsida. W systemach uwzględniających taksony wymarłe w obrębie sagowcowatych wyróżniany jest jeszcze rodzaj Menucoa Petriella, a bliżej od zamiowatych spokrewnioną rodziną są wymarłe Crossozamiaceae Doweld.
Wykaz gatunków
- Cycas aculeata K.D.Hill & H.T.Nguyen
- Cycas aenigma K.D.Hill & A.Lindstr.
- Cycas angulata R.Br.
- Cycas annaikalensis Rita Singh & P.Radha
- Cycas apoa K.D.Hill
- Cycas armstrongii Miq.
- Cycas balansae Warb.
- Cycas beddomei Dyer
- Cycas bifida (Dyer) K.D.Hill
- Cycas bougainvilleana K.D.Hill
- Cycas brachycantha K.D.Hill, H.T.Nguyen & P.K.Lôc
- Cycas cairnsiana F.Muell.
- Cycas calcicola Maconochie
- Cycas campestris K.D.Hill
- Cycas candida K.D.Hill
- Cycas cantafolia Jutta, K.L.Chew & Saw
- Cycas chamaoensis K.D.Hill
- Cycas changjiangensis N.Liu
- Cycas chevalieri Leandri
- Cycas circinalis L. – sagowiec podwinięty, s. zwinięty
- Cycas clivicola K.D.Hill
- Cycas collina K.D.Hill, H.T.Nguyen & P.K.Lôc
- Cycas condaoensis K.D.Hill & S.L.Yang
- Cycas crassipes Hung T.Chang, Y.C.Zhong & Z.F.Lu
- Cycas cupida P.I.Forst.
- Cycas curranii (J.Schust.) K.D.Hill
- Cycas debaoensis Y.C.Zhong & C.J.Chen
- Cycas diannanensis Z.T.Guan & G.D.Tao
- Cycas dolichophylla K.D.Hill, H.T.Nguyen & P.K.Lôc
- Cycas edentata de Laub.
- Cycas elephantipes A.Lindstr. & K.D.Hill
- Cycas elongata (Leandri) D.Y.Wang
- Cycas falcata K.D.Hill
- Cycas ferruginea F.N.Wei
- Cycas fugax K.D.Hill, H.T.Nguyen & P.K.Lôc
- Cycas furfuracea W.Fitzg.
- Cycas glauca Miq.
- Cycas hoabinhensis P.K.Lôc & H.T.Nguyen
- Cycas hongheensis S.Y.Yang & S.L.Yang
- Cycas indica A.Lindstr. & K.D.Hill
- Cycas inermis Lour.
- Cycas javana (Miq.) de Laub.
- Cycas lacrimans A.Lindstr. & K.D.Hill
- Cycas lanepoolei C.A.Gardner
- Cycas lindstromii S.L.Yang, K.D.Hill & Hiep
- Cycas lingshuigensis G.A.Fu
- Cycas maconochiei Chirgwin & K.D.Hill
- Cycas macrocarpa Griff.
- Cycas media R.Br. – sagowiec średni[4]
- Cycas micholitzii Dyer
- Cycas micronesica K.D.Hill
- Cycas montana A.Lindstr. & K.D.Hill
- Cycas multipinnata C.J.Chen & S.Y.Yang
- Cycas nathorstii J.Schust.
- Cycas nitida K.D.Hill & A.Lindstr.
- Cycas nongnoochiae K.D.Hill
- Cycas normanbyana F.Muell.
- Cycas pachypoda K.D.Hill
- Cycas papuana F.Muell.
- Cycas pectinata Buch.-Ham.
- Cycas petrae A.Lindstr. & K.D.Hill
- Cycas pranburiensis S.L.Yang & al.
- Cycas pruinosa Maconochie
- Cycas revoluta Thunb. – sagowiec odwinięty
- Cycas riuminiana Porte ex Regel
- Cycas rumphii Miq.
- Cycas saxatilis K.D.Hill & A.Lindstr.
- Cycas schumanniana Lauterb.
- Cycas scratchleyana F.Muell.
- Cycas seemannii A.Br.
- Cycas segmentifida D.Y.Wang & C.Y.Deng
- Cycas sexseminifera F.N.Wei
- Cycas shanyaensis G.A.Fu
- Cycas siamensis Miq.
- Cycas silvestris K.D.Hill
- Cycas simplicipinna (Smitinand) K.D.Hill
- Cycas sphaerica Roxb.
- Cycas sundaica Miq. ex A.Lindstr. & K.D.Hill
- Cycas swamyi Rita Singh & P.Radha
- Cycas szechuanensis C.Y.Cheng, W.C.Cheng & L.K.Fu
- Cycas taitungensis C.F.Shen & al.
- Cycas taiwaniana Carruth.
- Cycas tanqingii D.Y.Wang
- Cycas tansachana K.D.Hill & S.L.Yang
- Cycas thouarsii R.Br.
- Cycas tropophylla K.D.Hill & P.K.Lôc
- Cycas vespertilio A.Lindstr. & K.D.Hill
- Cycas wadei Merr.
- Cycas zambalensis Madulid & Agoo
- Cycas zeylanica (J.Schust.) A.Lindstr. & K.D.Hill
- Cycas × longipetiolula D.Y.Wang
- Cycas × multifrondis D.Y.Wang